# Ei Thinzar Maung

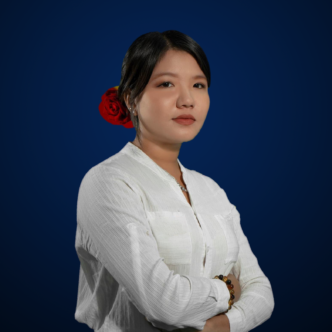
Ei Thinzar Maung

Ei Thinzar Maung (birmanisch အိသဉ္ဇာမောင်; geboren 11. September 1994 in Myanmar) ist eine myanmarische Menschenrechtsaktivistin. Sie setzt sich für die Rohingya und andere ethnische Minderheiten ein und eine führende Persönlichkeit des Widerstands gegen den Militärputsch in Myanmar im Februar 2021. 2021 zeichnete das Time Magazine sie zusammen mit Esther Ze Naw Bamvo als eine der 100 einflussreichsten Persönlichkeiten des Jahres aus. 2022 verlieh ihr das Außenministerium der Vereinigten Staaten den International Woman of Courage Award.

## Politische Arbeit
Ei Thinzar Maung hat ihre Wurzeln in verschiedenen ethnischen Minderheiten, unter anderem den Shan. Sie studierte an der Universität und promovierte. 2013 übernahm sie als erste Frau die Leitung der Studentenorganisation der Universität Yadanabon in Mandalay.
2012 wurde Ei Thinzar Maung zur Menschenrechtsaktivistin. Sie führte die Protestbewegung gegen die Letpadaung-Kupfermine in Sarlingyi im Monywa-Distrikt an, die seit 2016 als Joint Venture zwischen dem chinesischen Unternehmen Wanbao Mining und der militäreigenen Union of Myanmar Economic Holdings Limited (UMEHL) Kupfer fördert. Für den Bau fanden zwischen 2011 und 2014 rechtswidrige Zwangsräumungen, Landnahmen und Menschenrechtsverletzungen statt. 2012 begannen Proteste, die die Regierung von Sicherheitskräften unter Anwendung von Gewalt und Phosphor-Granaten zu ersticken versuchte. Mit über hundert Verletzten und einem Todesfall wurde die Letpadaung-Mine zu einem Paradebeispiel für gravierende Menschenrechtsverstöße in Myanmar.
Als Ei Thinzar Maung sich 2015 für eine Veränderung eines Bildungsgesetzes einsetzte, das die akademischen Freiheiten beschnitt, wurde sie zusammen mit Kommilitonen verhaftet und war dem brutalen Vorgehen der Ordnungskräfte ausgesetzt. Danach war sie über ein Jahr lang im Thayawaddy-Gefängnis.
Von 2018 bis 2021 war sie Mitglied des Zentralkomitees der DPNS (Democratic Party for a New Society) sowie Vorsitzende des Jugendausschusses der Partei.
Sie setzt sich für die in Myanmar verfolgten Rohingya und andere Minderheiten ein und fordert ein Ende des bewaffneten Konflikts in Kachin und Rakhine. Der Internationale Strafgerichtshof und der Internationale Gerichtshof führen Ermittlungen zu Vorwürfen eines Völkermords an den Rohingya, der während der Regierungszeit der Politikerin Aung San Suu Kyis in Myanmar geschehen sein soll. Suu Kyi bestritt vor Gericht, dass die Streitkräfte in der Absicht gehandelt hätten, an den Rohingya einen Genozid zu verüben, und verteidigte damit das Militär.
Bei einer Rally zur Unterstützung von Aung San Suu Kyi in Rangun am 10. Dezember 2019 hielten Ei Thinzar Maung und zwei andere Aktivisten ein Transparent mit der Aufschrift Ich bin gegen Völkermord. Stimme mich um! und verteilten Broschüren. Innerhalb von 30 Minuten kam Polizei, verbot das Verteilen der Schriftstücke, woraufhin die Gruppe sich zerstreute. Da jedoch Fotos und Videos der Aktion zirkulierten, wurden die Aktivisten angeklagt, Teil einer islamistischen Verschwörung zu sein. Dieser Vorwurf wird oft gegen Menschen erhoben, die sich für die Rohingya einsetzen. Ei Thinzar Maung gehört zu den wenigen Oppositionellen, die sowohl das Militär als auch die Nationale Liga für Demokratie für ihr Verhalten den Rohingya gegenüber offen und dauerhaft kritisiert.
2020 kandidierte sie als eine der jüngsten Bewerberinnen bei den Wahlen zum Unterhaus des Parlaments für die Pabedan Township, einen Stadtteil von Rangun. Sie war für die Democratic Party of a New Society (DPNS) aufgestellt, die von den studentischen Anführern des prodemokratischen Protests von 1988 geleitet wird, wurde aber nicht gewählt.
Nach dem Militärputsch in Myanmar im Februar 2021 wurde sie Mitglied des Anti Junta Mass Movement (AJMM). Zusammen mit Esther Ze Naw Bamvo führte sie im Februar 2021 in Rangun die erste Demonstration in Yangon gegen den Militärputsch an, an der über 5000 Menschen teilnahmen. Die Protestierenden zeigten dabei eine Geste, bei der drei Finger gezeigt werden und die aus den Tributen von Panem entlehnt ist. Sie gilt in Asien als Symbol des Widerstandes. Die rot-weißen Baumwolltops zeigen die Solidarität mit den Karen. Im April 2021 rief Ei Thinzar Maung vor dem Neujahrsfest Thingyan, das fünf Tage lang gefeiert wird, mit anderen Aktivisten zu symbolischen Protesten auf. Um Sympathie mit den Protestierenden zu zeigen, sollten die Menschen die Protestgeste mit roter Farbe auf Blumentöpfe malen, die traditionell an diesen Feiertagen ausgestellt werden. Man dürfe diese Feiertage nicht dem Militär überlassen. Buddhisten sollten eine bestimmte religiöse Tracht tragen und zusammen beten, die kleine christliche Gemeinde im Land sollte weiße Kleidung anziehen und Psalmen lesen.
Am 16. April 2021 wurde die Schattenregierung National Unity Government (NUG) gebildet. Ei Thinzar Maung wurde Stellvertretende Ministerin für Frauen, Jugend und Kinder. Anfang März 2022 erkannte die Militärregierung Mitgliedern der Schattenregierung und anderen prominenten Aktivisten wie dem Sänger Saung Oo Hlaing die Staatsbürgerschaft ab. Sie behauptete, die Gruppe habe Myanmar für immer verlassen, um weiterhin ungesetzliche Aktionen gegen den Staat durchzuführen. Ei Thinzar Maung gab bekannt, dass die Minister sehr wohl noch im Land seien und im Verborgenen arbeiteten.
In der Begründung des US-Außenministeriums für die Verleihung des International Woman Courage Award 2022 hieß es, Ei Thinzar Maung sei eine „inspirierende und einflussreiche Stimme für die Demokratie, die als Symbol eines gewaltfreien öffentlichen Widerstandes nach dem Militärputsch bekannt geworden sei und dafür arbeite, friedlichen Aktivismus wie die Bewegung des zivilen Ungehorsams und Engagement mit jungen Leuten nach dem Militärputsch zu unterstützen.“

## Ämter und Mitgliedschaften
- 2018–2021: Mitglied des Zentralkomitees der DPNS (Democratic Party for a New Society) sowie Vorsitzende des Jugendausschusses der Partei
- Seit 2021: Stellvertretende Ministerin für Frauen, Jugend und Kinder der Schattenregierung National Unity Government (NUG)

## Auszeichnungen
- 2021: Time Magazine: zusammen mit Esther Ze Naw Bamvo auf die Liste der 100 einflussreichsten Persönlichkeiten des Jahres gewählt[10]
- 2022: International Woman of Courage Award, verliehen vom Außenministerium der Vereinigten Staaten[16]

## Rezeption
Ein Foto von Ta Mwe, das Ei Thinzar Maung während einer Protestaktion zeigt, wurde 2022 beim World Press Photo Award mit einer lobenden Erwähnung ausgezeichnet.